# متسلسلة كبريتية صفراء
متسلسلة كبريتية صفراء (بالإنجليزية: Streptomyces thioluteus)‏ هي نوع من البكتيريا، إيجابية الغرام، تتبع المتسلسلة.